# Liste der Baudenkmale in Eicklingen
In der Liste der Baudenkmale in Eicklingen sind alle Baudenkmale der niedersächsischen Gemeinde Eicklingen im Landkreis Celle aufgelistet.  Die Quelle der Einträge ist der Denkmalatlas Niedersachsen mit teilweisen Kürzungen. Der Stand der Liste ist der 9. Mai 2024.

## Allgemein
Die Orte Groß Eicklingen und Klein Eicklingen bestehen seit dem 13. Jahrhundert. Im Jahre 1868 wurden etwa 30 Höfe in Groß Eicklingen durch einen Brand zerstört.

## Groß Eicklingen
| Lage                                                  | Bezeichnung                  | Beschreibung | ID       | Bild |
| ----------------------------------------------------- | ---------------------------- | --- | -------- | ---- |
| Amtshofstraße 1 52° 33′ 28″ N, 10° 10′ 56″ O          | Wohn-/ Wirtschaftsgebäude    | Zweiständer-Fachwerkbau unter Halbwalmdach in roter Hohlpfannendeckung. Nördlicher Wirtschaftsgiebel mit leicht außermittiger Toreinfahrt mit Vorschauer und Inschrift im Sturz, Giebelfeld über mit Wulst und Kehle profiliertem Gebälk leicht vorkragend und mit Ladeluke versehen. Fachwerkgefüge mit zweifeldigen Streben und roter Backsteinausfachung, Gefache unter dem Gebälk mit Segmentbogenhölzern. Nordostecke mit kleinen Anbau. 1797 errichtet, Innengerüst aus zweiter Hälfte 16. Jh. | 33737649 | BW   |
| Amtshofstraße 1 52° 33′ 29″ N, 10° 10′ 56″ O          | Scheune                      | Im nördlichen Hofgefüge zur Straße quer ausgerichtete Torscheune als ein allseitig vertikal verbretterter Ständerbau mit Hochrähmzimmerung mit durchgezapften Ankerbalken unter Schopfwalmdach in roter Hohlpfannendeckung. Östlich eine Tordurchfahrt, westlich eine Remise. Giebelseiten mit geschosshohen Streben ausgesteift. Errichtet in der zweiten Hälfte des 16. Jh. | 33737630 | BW   |
| Dorfstraße 68 52° 33′ 31″ N, 10° 10′ 58″ O            | Speicher                     | Vierständer-Fachwerkbau auf Ziegelsockel unter Halbwalmdach in roter Hohlpfannendeckung, freistehend und im Hofgefüge leicht zurückgesetzt. Nördlicher Wirtschaftsgiebel mit achsenmittiger Tordurchfahrt mit Inschrift im Sturz, darüber positioniert Ladeluke. Symmetrisches Fachwerkgefüge mit geschosshohen Streben, doppelter Verriegelung sowie roter Backsteinausfachung. Östliche Traufseite mit Eingang zum Wohnteil. 1869 errichtet.                                                       | 33737706 | BW   |
| Höfnerwinkel 1 52° 33′ 31″ N, 10° 10′ 54″ O           | Speicher                     | Zweigeschossiger, giebelständiger Fachwerkbau auf Ziegelsockel unter Satteldach in roter Hohlpfannendeckung. OG traufseitig vorkragend, Gebälk mit attachiertem Knaggen und Schiffskehlen am Schwellriegel. Fachwerkgefüge mit Winkelhölzern zur seitlichen Aussteifung, Ausfachungen mit roten Backsteinen. Westliche Traufseite mit Wirtschaftsöffnungen, Nordseite in vertikaler Holzverschalung. In erster Hälfte 17. Jh. errichtet.                                                             | 33737706 | BW   |
| Mühlenweg 55 52° 33′ 25″ N, 10° 11′ 3″ O              | Wohnhaus                     | Zweigeschossiger, breitgelagerter Fachwerk-Wohnhausbau über annähernd quadratischen Grundriss auf Ziegelsockel unter Walmdach in Ziegelpfannendeckung. Westliche Achsenmitte durch Windfang im EG, Loggia im OGs und Zwerchhaus in Zierfachwerk betont. OG vorkragend über profiliertem Gebälk. Symmetrisches Fachwerkgefüge mit geschosshohen Streben sowie Ziegelsichtausfachung, teils mit Deutschem Band in den Brüstungsfächern unter den Fenstern.                                             | 33737725 | BW   |
| Mühlenweg 55 52° 33′ 25″ N, 10° 11′ 2″ O              | Gasthaus                     | Eingeschossiger Vierständer-Fachwerkbau auf Ziegelsockel unter Halbwalmdach in Ziegelpfannendeckung mit Aufschieblingen. Zur Nordseite achsenmittiger Zugang. Fachwerkgefüge mit geschosshohen Streben und verputzten Ziegelausfachung. | 33737746 | BW   |
| Mühlenweg 55 52° 33′ 26″ N, 10° 11′ 3″ O              | Toranlage                    | Toranlage in Form von Holzpfosten, oberer Teil durch umlaufende waagerechte Kerbe abgesetzt, sowie einer Verdachung. Torflügel sowie Einfriedung in Form eines Holzstaketenzaunes. | 33737769 | BW   |
| Mühlenweg 60 52° 33′ 25″ N, 10° 11′ 5″ O              | Amtshaus                     | Großdimensioniertes, zweigeschossiges Fachwerkgebäude unter Walmdach. Zum Norden kragt achsenmittiger Risalit hervor, mit Zwerchhaus unter Halbwalmdach. Eingangsrisalit mit Sichtfachwerk, symmetrischen Fachwerkgefüge mit geschosshohen Streben und verputzten Ausfachung, Gebälk durch Profilhölzer gesimsartig verbrettert. Restliche Fassade mit Horizontalbehang verkleidet. Im Inneren Tapeten mit Landschaftsdarstellungen von um 1830, sowie Gobelinmalerei des 18. Jh.                    | 33737788 |      |
| Mühlenweg 62 52° 33′ 26″ N, 10° 11′ 7″ O              | Amtsstuben, sog. Richterhaus | Breitgelagertes, eingeschossiges Amtsgebäude als symmetrischer Fachwerkbau auf Ziegelsockel unter Walmdach mit hölzernem Dachreiter. Westlich achsenmittiger Zugang, Fachwerkgefüge als Eichenholzabbund mit gebogenen Streben und Backsteinausfachungen. Auskragendes Stichgebälk mit profilierten, halbrunden Füllhölzern. Walmdach mit mittigem Dachreiter als sechsseitige Laterne, mit Uhr, Glocke sowie geschweifter Haube in Holzschindeldeckung. Errichtet 1821(i).                          | 33737810 | BW   |
| Mühlenweg 66 52° 33′ 27″ N, 10° 11′ 7″ O              | Scheune                      | Vierständer-Fachwerkbau unter Schopfwalmdach in roter Hohlpfannendeckung. Fachwerkgefüge mit geschosshohen Streben, doppelter Verriegelung und verputzter Ausfachung. Nordwestlich ehemals Quereinfahrt. Um 1830 errichtet, zu Wohnzwecken ausgebaut. | 33737831 | BW   |
| Waldweg 84 (Mühlenweg 84) 52° 33′ 38″ N, 10° 11′ 9″ O | Wohn-/ Wirtschaftsgebäude    | Zweiständerhaus in erster Hälfte 17. Jh. erbaut. | 33737850 | BW   |

## Klein Eicklingen
| Lage                                                  | Bezeichnung                        | Beschreibung | ID       | Bild |
| ----------------------------------------------------- | ---------------------------------- | --- | -------- | ---- |
| B 214 km 10,000 52° 33′ 5″ N, 10° 9′ 38″ O            | Meilenstein                        | | 33738383 |      |
| Braunschweiger Straße 22 52° 32′ 53″ N, 10° 10′ 57″ O | Scheune                            | Kleiner, dem Hofgefüge giebelständig vorgelagerter Stall als eingeschossiger Fachwerkbau auf hohen Backsteinsockel unter Satteldach in Hohlpfannendeckung. Zur Hofseite ausgerichtete Wirtschaftsöffnungen, Ostgiebel in vertikaler Holzverschalung. In zweiter Hälfte 19. Jh. errichtet. | 33737869 | BW   |
| Braunschweiger Straße 90 52° 32′ 19″ N, 10° 12′ 36″ O | Zollhaus                           | Kleiner traufständiger Fachwerkbau unter Schopfwalmdach in Ziegelpfannendeckung. Fachwerkgefüge mit geschosshohen Streben und roter Ziegelausfachung. Südöstliche Giebelseite mit Ladestock im Giebelfeld. Nördliche Fassadenabschnitte vertikal verbrettert. Zentrale, etwas zurückgesetzte Eingangstür mit je einem Fenster zu den Seiten. | 33737888 | BW   |
| Dorfstraße 6 52° 32′ 59″ N, 10° 10′ 49″ O             | Wohnhaus                           | | 52841913 |      |
| Dorfstraße 6 52° 32′ 59″ N, 10° 10′ 49″ O             | Scheune                            | Dem Wohnhaus nördlich vorgelagerte Fachwerkscheune über annähernd quadratischen Grundriss. Fachwerkgefüge mit traufhohen Streben und Backstein-Sichtausfachung, Giebelfelder in vertikaler Holzverschalung. Um 1900 errichtet. | 33738402 | BW   |
| Dorfstraße 6 52° 32′ 59″ N, 10° 10′ 50″ O             | Stall                              | Rückwärtiger Stall als langgestreckter, traufständiger Fachwerkbau in Backstein-Sichtausfachung unter Satteldach. Um 1900 errichtet. | 33737907 | BW   |
| Dorfstraße 8 52° 33′ 2″ N, 10° 10′ 50″ O              | Scheune                            | Querdurchfahrtsscheune auf Backsteinsockel unter Halbwalmdach in roter Hohlpfannendeckung. Fachwerkgefüge mit geschosshohen Streben und roter Backsteinausfachung. Westliche Giebelseite mit außermittiger Längseinfahrt. In zweiter Hälfte 19. Jh. errichtet. | 33737928 | BW   |
| Dorfstraße 13 52° 33′ 7″ N, 10° 10′ 45″ O             | Speicher                           | | 33737947 |      |
| Gutsweg 2 52° 33′ 2″ N, 10° 10′ 45″ O                 | Wohn-/ Wirtschaftsgebäude          | Giebelständiger, von Straße zurückgesetzter Zweiständer-Fachwerkbau unter Schopfwalmdach. Südliche Giebelseite mit außermittigen Tordurchfahrt. Leicht vorkragendes Giebelfeld über Gebälk mit gerundeten Balkenköpfen und Füllhölzern, Schwellriegel mit Inschrift. Fachwerkgefüge mit verputzten Ausfachungen, teils wohl noch mit Lehmstakung. 1691(i) errichtet. | 33737964 |      |
| Gutsweg 4 52° 33′ 5″ N, 10° 10′ 45″ O                 | Speicher                           | Zweigeschossiger Fachwerk-Speicherbau auf Sockel unter Satteldach in Ziegelpfannendeckung. OG über Gebälk mit gerundeten Balkenköpfen und mit Zahnschnitt versehenen Füll- und Schwellhölzern allseitig vorkragend, symmetrisches Fachwerkgefüge mit eineinhalbfeldigen Streben sowie roter Ziegelsichtausfachung in Ziersetzung. Südliche Giebelseite mit Ladestöcken, zwei Türen mit Eselsrücken verziert. | 33737983 | BW   |
| Gutsweg 9 52° 33′ 7″ N, 10° 10′ 38″ O                 | Herrenhaus (Gutshof von der Wense) | Langgestreckter eingeschossiger Fachwerkbau auf teils Natursteinfundamenten unter Satteldach in Krempziegeldeckung. Achsensymmetrisches Fachwerkgefüge mit gekuppelten Ständern und einer gestrichener Ziegelausfachung. Ostgiebel mit vorkragendem Stichgebälk, Balkenköpfe abgerundet, halbgerundete Füllhölzer, aufgekämmte Setzschwelle. Westgiebel mit bündig abschließenden Stichgebälk. Zur Ostseite achsenmittiges Zwerchhaus mit Wappen im Zwerchgeschoss Kranbalken im Frontispitz. Hauptzugänge in Seitenflügeln mit Türen des 19. Jh. mit Oberlichtern. Rückwärtige Fassade im Süden in vertikaler Holzverschalung. Innen Raumstrukturen und teils bauzeitliche Ausstattungselemente erhalten geblieben. | 33738002 | BW   |
| Gutsweg 9 52° 33′ 7″ N, 10° 10′ 40″ O                 | Stall                              | | 33738023 | BW   |
| Gutsweg 9 52° 33′ 6″ N, 10° 10′ 40″ O                 | Scheune                            | | 33738044 | BW   |
| Twegte 5 52° 32′ 58″ N, 10° 10′ 45″ O                 | Wohn-/ Wirtschaftsgebäude          | Zur Straße traufständiger Zweiständer-Fachwerkbau auf Backsteinsockel unter Halbwalmdach in roter Hohlpfannendeckung mit Aufschieblingen und Uhlenloch. Giebelseite mit außermittigen Dielentor mit Vorschauer, im Torsturz Inschrift mit Datierung „1752“. Fachwerkgefüge mit K-Streben sowie geschlämmter Backsteinausfachung. Wohnteil mit auskragenden Giebelfeld über Gebälk mit gerundeten Balkenköpfen und Füllhölzern. | 33738103 |      |

## Paulmannshavekost
| Lage                                             | Bezeichnung | Beschreibung | ID       | Bild |
| ------------------------------------------------ | ----------- | --- | -------- | ---- |
| Paulmannshavekost 7 52° 32′ 23″ N, 10° 14′ 18″ O | Scheune     | Schlichter, verbretterter Dreiständerbau unter Schopfwalmdach in roter Hohlpfannendeckung. Um 1800 errichtet. | 33738122 | BW   |
| Paulmannshavekost 9 52° 32′ 21″ N, 10° 14′ 15″ O | Speicher    | Fachwerkgebäude in Hochrähmzimmerung mit eingezapften Ankerbalken unter Satteldach in roter Hohlpfannendeckung. Südliche Traufseite mit Zugang, dort Inschrift mit Datierung „1590“. Fachwerkgefüge mit verputzter Ausfachung, zur Traufe mit Kopfwinkelhölzern. | 33738163 | BW   |
| Paulmannshavekost 9 52° 32′ 19″ N, 10° 14′ 15″ O | Backhaus    | Verbrettertes Fachwerkgebäude in Oberrähmzimmerung unter einem nach Norden hin abgeschlepptem Schopfwalmdach. Zur Südseite eine Quereinfahrt, westliche Ladeluke mit Eselsrücken im Sturz. 1617 errichtet.                                                       | 33738141 | BW   |

## Sandlingen
| Lage                                      | Bezeichnung               | Beschreibung | ID       | Bild |
| ----------------------------------------- | ------------------------- | --- | -------- | ---- |
| Brüggedamm 1 52° 33′ 20″ N, 10° 12′ 28″ O | Wohn-/ Wirtschaftsgebäude | Vierständer-Fachwerkbau auf Werksteinsockel unter Halbwalmdach in roter Hohlpfannendeckung. Wirtschaftsgiebel mit achsenmittigen Dielentor mit Schnitzereien und Vorschauer, Gebälk verbrettert. Fachwerkgefüge mit dreifeldigen Streben und roter Backsteinausfachung. Wohngiebel mit vorkragendem Giebelfeld mit gerundeten Balkenköpfen sowie Füllhölzern, Schwellriegel mit Inschrift. Innengerüst der Jochbalken-Unterrähmzimmerung aus zweiter Hälfte 16. Jh., Wohngiebel von 1729(i), Wirtschaftsgiebel 1745 umgestaltet. | 33738204 | BW   |
| Zur Laake 1 52° 33′ 23″ N, 10° 12′ 24″ O  | Speicher                  | Zweigeschossiges Fachwerkgebäude auf Werksteinsockel unter Satteldach in roter Hohlpfannendeckung. Fachwerk traufseitig zweifach vorkragend, mit geschnitztem Gebälk mit Knaggen, gerundeten Füllhölzern und Balkenköpfen, sowie mit in Schiffskehlen gefasten Schwellriegel. Aussteifungen mit Fußbändern und Kopfwinkelhölzern. Zwei Zugänge, Türen ursprünglich mit Eselsrücken, im OG Ladestöcke. 1605(i) errichtet. | 33738242 | BW   |
| Zur Laake 1 52° 33′ 24″ N, 10° 12′ 23″ O  | Schafstall                | | 33738223 | BW   |

## Schepelse
| Lage                                             | Bezeichnung               | Beschreibung | ID       | Bild |
| ------------------------------------------------ | ------------------------- | --- | -------- | ---- |
| Schepelser Straße 1 52° 33′ 1″ N, 10° 12′ 48″ O  | Speicher                  | Zweigeschossiger Fachwerkspeicher auf Werksteinsockel unter Satteldach. Symmetrisches Fachwerkgefüge mit roter Backsteinausfachung. Gebälk mit Profilband verbrettert, Schwellriegel mit Inschrift. 1862(i) errichtet. | 33738280 | BW   |
| Schepelser Straße 1 52° 33′ 0″ N, 10° 12′ 48″ O  | Scheune                   | | 33738261 | BW   |
| Schepelser Straße 5 52° 32′ 59″ N, 10° 12′ 54″ O | Speicher                  | Zweigeschossiger Fachwerkbau unter Satteldach in roter Hohlpfannendeckung. Östliche Giebelseite mit Zugang hinter Freitreppe, darüber über die OG verteilte Ladeluken. Symmetrisches Fachwerkgefüge mit geschosshohen Streben und roter Backsteinausfachung. Errichtet in erster Hälfte 19. Jh. | 33738299 | BW   |
| Zum Hoope 4 52° 32′ 58″ N, 10° 12′ 43″ O         | Wohn-/ Wirtschaftsgebäude | Zur Straße giebelständiger Zweiständerbau in Fachwerk mit Backsteinausfachung unter Halbwalmdach in roter Hohlpfannendeckung. Konstruiert als Jochbalkenhaus mit Sturmstreben in Oberrähmzimmerung. Im Kern errichtet 1560 (d,i). Erweiterung des Wirtschaftsteils um ein Joch mit außermittigem drei Fach tiefem Vorschauer mit Tür in Eselsrücken zum Pferdestall und einfach auskragenden Giebel auf profilierten Knaggen, dazwischen mit Kerbschnitt diamantierte Füllhölzer und Schiffskehlen. Giebelfeld mit Bohlenausfachung und Lehmstakung. Errichtet 1630 (d,i). Gleichzeitig Anbau des Kammerfachs. Dachwerk im 19. Jh. erneuert. | 33738318 | BW   |
| Zum Hoope 4 52° 32′ 57″ N, 10° 12′ 43″ O         | Stall                     | Eingeschossiger Fachwerkbau mit Backsteinausfachungen unter Satteldach in roter Hohlpfanneneindeckung. Mittiges Ladezwerchhaus in nördlicher Dachhälfte. Errichtet in zweiter Hälfte 19. Jh. mit Futterküche. Nördliche Traufseite des östlichen Stallteiles nach 1900 massiv in Backstein mit Ziersetzung ersetzt. | 33738339 | BW   |
| Zum Hoope 5 52° 32′ 57″ N, 10° 12′ 46″ O         | Speicher                  | Zweigeschossiger Fachwerkbau in Stockwerkszimmerung unter Satteldach in roter Hohlpfannendeckung. Zur südlichen Traufseite achsenmittiger Zugang mit Schulterbogen. OG allseitig vorkragend, Gebälk mit profilierten Knaggen, Füllhölzern mit Taubändern, gerundeten Balkenköpfen sowie Schwellinschrift. Fachwerkgefüge mit Fußwinkelhölzern, einfacher Verriegelung sowie roter Backsteinausfachung. 1597(i) errichtet. | 33738362 | BW   |